# Railways Act 1921
Il Railways Act 1921, conosciuto semplicemente come Grouping Act, è un atto del 1921 approvato sotto il governo di David Lloyd George, creato per fermare le perdite finanziarie delle numerose piccole ferrovie della Gran Bretagna e mescolarle tutte insieme, lasciando le quattro grandi ferrovie britanniche, soprannominate le Big Four, ovvero Great Western Railway, London & North Eastern Railway, London, Midland and Scottish Railway e la Southern Railway, che però nel documento vennero elencati come gruppi, cioè il gruppo Western, il gruppo Eastern, il gruppo North Western, Midland and West Scottish e il gruppo Eastern. Il sistema delle Big Four rimase in vigore fino al 1947, quando, con il Transport Act 1947, le ferrovie vennero nazionalizzate.

## Storia
La rete ferroviaria britannica era realizzata da decine di imprese ferroviarie piccole e grandi, in competizione in molti settori. Dalla Prima guerra mondiale fino al 1921, tutte le ferrovie erano sotto il controllo dello Stato. Sebbene si fosse presa in considerazione la nazionalizzazione completa, per il momento questo concetto venne abbandonato. La nazionalizzazione fu infine realizzata dopo la seconda guerra mondiale con il Transport Act del 1947.
Nell'esaminare il disegno di legge, il Parlamento decise di dividere le società scozzesi, che originariamente avrebbero dovuto formare un gruppo separato. L'obiettivo era garantire che le tre principali linee anglo-scozzesi fossero ciascuna di proprietà di un'unica compagnia per tutta la loro lunghezza: la West Coast Main Line e la Midland Main Line sarebbero appartenute al gruppo North Western, mentre la East Coast Main Line al gruppo Eastern.
La legge entrò in vigore il 1º gennaio 1923. A seguito del Transport Act 1947, tutte le ferrovie britanniche vennero sciolte ed unite in una sola, cioè la British Railways.